# 田汉故居
田汉故居是一座四合院，位于北京市东城区交道口街道东四北大街路西的细管胡同东段北侧的9号。北京第五中学旁，剧作家田汉在1956年后的寓所。已列为东城区文物保护单位。

## 建筑
田汉故居是一座前后两进的四合院，坐北朝南，1920年代由迟氏兄弟所建，1949年售予法院，1953年,中国戏剧家协会根据周恩来总理指示为田汉（1898--1968）购置此宅。1956年以后田汉居住于此。门为“金柱大门”，略低于“广亮大门”。

## 保护
1986年1月21日，田汉故居公布为第二批东城区文物保护单位。2021年3月，被北京市文物局确定为北京市第一批不可移动革命文物。